# Ghiacciaio Roché
Il ghiacciaio Roché (in inglese: Roché Glacier) è un ghiacciaio lungo 5,8 km e largo 2, situato sulla costa di Zumberge, nella parte occidentale della Terra di Ellsworth, in Antartide. In particolare, il ghiacciaio, il cui punto più alto si trova a quasi 4.800 m s.l.m., è situato sul versante occidentale della dorsale Sentinella, nelle montagne di Ellsworth. Da qui esso fluisce in direzione ovest a partire dal versante nord-occidentale del massiccio Vinson, in particolare dal picco Clinch, scorrendo tra il monte Vinson, a nord, e il picco Silverstein, a sud, fino ad unire il proprio flusso a quello del ghiacciaio Branscomb.

## Storia
Il ghiacciaio Roché è stato così battezzato dalla Commissione bulgara per i toponimi antartici in onore del mercante londinese Anthony de la Roché, il quale, nel 1675, scoprì la prima terra in assoluto a sud della Convergenza antartica, ossia l'isola della Georgia del Sud, per lungo tempo poi conosciuta come "isola Roché" e oggi facente parte del territorio britannico d'oltremare della Georgia del Sud e Isole Sandwich Australi.